# Agnes Lisa Wegner
Agnes Lisa Wegner (geboren 1976 in Worms) ist eine deutsche Regisseurin und Drehbuchautorin.

## Biografie
Sie wuchs als Tochter einer Journalistin und eines Pfarrers in Frankfurt am Main auf und studierte Amerikanistik, Filmwissenschaft und Germanistik an der Freien Universität Berlin und African American Studies an der Harvard University. Nach dem Studium arbeitete sie zunächst bei Pro Asyl und dem Forum Menschenrechte. Erste Erfahrungen beim Film sammelte sie 2007 im Rechercheteam von Britta Wauer bei der Dokumentation „Gerdas Schweigen“. Später war sie bei Britzka Film als freie Mitarbeiterin und bei der Diana Film GmbH als Produktionsassistentin tätig. Sie arbeitet freiberuflich in Mannheim und realisiert seit 2013 eigene Dokumentarfilme.
„Amanda und das Land am Ende der Straße“, ihr Porträt der neunjährigen Tochter eines in Wiesbaden stationierten US-Soldaten aus der Reihe „Schau in meine Welt!“ wurde 2015 mit dem Goldenen Spatz (Kategorie Information/Dokumentation) ausgezeichnet. Als bester dokumentarischer Kurzfilm wurde „No Fucking Ice Cream“, ein Film über die Kinder eines in den USA Hingerichteten, beim Kasseler Dokumentarfilm- und Videofest im Jahr 2018 ausgezeichnet. Im Jahr 2020 entstand der Dokumentarfilm „König Bansah und seine Tochter“ in Koproduktion mit dem ZDF/Das kleine Fernsehspiel. Céphas Bansah, in Ghana König der ethnischen Gruppe der Ewe, lebt als Kfz-Mechaniker in Ludwigshafen. Dieser Film wurde auf den Internationalen Hofer Filmtagen 2020 mit dem Dokumentarfilmpreis „Granit“ ausgezeichnet. „Das Mädchen mit den langen Haaren“ erhielt 2021 den Robert-Geisendörfer-Preis. Der deutsch-tansanische Kinodokumentarfilm „Das leere Grab“ wird auf den Internationalen Filmfestspielen Berlin 2024 in der Sektion Berlinale Special uraufgeführt.

## Filmografie

### Regie
- 2014 Schau in meine Welt – Amanda und das Land am Ende der Straße, Dokumentarfilm (Reihe), KiKA
- 2016 Sunset Over Hollywood, Kinodokumentarfilm, Südwestrundfunk, Co-Regie mit Uli Gaulke
- 2016 Und jetzt sind wir hier Dokumentarische Serie, KiKA, SWR
- 2018 Schau in meine Welt – Das Mädchen mit den langen Haaren, Dokumentarfilm (Reihe), KiKA
- 2018 Und jetzt sind wir hier Dokumentarische Serie, KiKA, SWR
- 2024 Das leere Grab Kinodokumentarfilm, ZDF/Das kleine Fernsehspiel, Co-Regie mit Cece Mlay
- 2024 Schau in meine Welt – Das Mädchen und die Riesin - Adeline tanzt Krump, Dokumentarfilm (Reihe), KiKA

### Regie und Drehbuch
- 2013 Goodbye G.I., Dokumentarfilm, ARD, Co-Regie mit Uli Gaulke
- 2016 No Fucking Ice Cream, Dokumentarfilm
- 2017–2019 Und jetzt sind wir hier, Dokumentarische Serie, KiKA, SWR
- 2020 King Bansah and His Daughter, Dokumentarfilm
- 2024 Das leere Grab Kinodokumentarfilm, ZDF/Das kleine Fernsehspiel, Co-Regie mit Cece Mlay